# Liste des cours d'eau du Roraima
 (octobre 2024).
Si vous disposez d'ouvrages ou d'articles de référence ou si vous connaissez des sites web de qualité traitant du thème abordé ici, merci de compléter l'article en donnant les références utiles à sa vérifiabilité et en les liant à la section « Notes et références ».
 (octobre 2024).
Liste des principaux cours d'eau de l'État du Roraima, au Brésil.
- Rio Água Boa do Univiní
- Rio Ailã
- Rio Ajarani
- Rio Alalaú
- Rio Branco
- Rio Catrimani
- Rio Cauamé
- Rio Cotingo
- Rio Ireng (ou rio Maú)
- Rio Itapará
- Rio Mucajaí
- Rio Surumu
- Rio Tacutu
- Rio Uraricoera
- Rio Urubu
- Rio Xeruini